# ジョセフォアルティガシア
ジョセフォアルティガシア（学名 : Josephoartigasia）は、ウルグアイから化石が産出した、漸新世後期から更新世前期にかけて生息した絶滅した哺乳類の一属である。現生のものではパカラナが唯一の生き残りであるパカラナ科に属する動物であり、史上最大級の齧歯目である。

## 発見と語源
タイプ種はウルグアイの海岸の崖沿いで収集された化石に基づき記載され、アルティガシア・マグナと命名した。しかし、その後この学名は寄生虫の１種に既に使用されており、2007年にジョセフォアルティガシア・マグナと改名することになった。属名はウルグアイの英雄ホセ・アルティガスにちなみ命名された。

## 形態
頭蓋骨は53cmもの大きさがあり、肉牛のものと同程度だった。現在推測されている体長は262.8cmで、化石のものも含め史上最大級の齧歯類だったと推測されている。また、頑丈にできている頭蓋骨で、木の実や根菜類を食べたり、巣穴を掘り起こしたりして生活したと言われている。体重は1100kgにも達したと推測されており、現生のカピバラと比較してもはるかに大きかった。

## 生態
河口や湿地帯などに生息していた草食性の動物で、トクソドン、オオナマケモノ、サーベルタイガー、ティラコスミルスなどと共存していたとされている。主に葉っぱ、木の実、根菜類を食べており、その発達した前歯により幅広い植物を食べていたと推測されている。